# Caudium (stad)

Caudium (Oudgrieks Καύδιον) was een antieke stad in Samnium.
Caudium lag aan de Via Appia tussen Capua en Benevento, nabij het huidige Montesarchio. De oorspronkelijke bewoners van de stad waren de Samnitische Caudini. Later was de stad een Romeins municipium.
Caudium is echter vooral bekend door de nabijgelegen "Caudijnse passen" (furculae Caudinae). Daar leed een leger van de Romeinse Republiek tijdens de Tweede Samnitische Oorlog in 321 v.Chr. een zware nederlaag, die Rome dwong een vernederende vrede te sluiten (spreekwoordelijk is het "Caudijnse juk", waaronder de Romeinse legionairs gedwongen werden door te lopen).

## Referentie
- art. Caudium, in F. Lübker - trad. ed. J.D. Van Hoëvell, Classisch Woordenboek van Kunsten en Wetenschappen, Rotterdam, 1857, p. 196.